# 高橋匠
高橋 匠（たかはし たくみ）は、日本のマジシャン。
OSMANDエンターテインメント所属。

## 人物
1993年9月28日 千葉県生まれ。
7歳の頃、母親に買ってもらったテンヨー商品をきっかけにマジックに興味を持つ。
11歳の頃にテレビで観たスウェーデンのマジシャン、レナート・グリーンに釘付けとなり、氏のカードマジックの虜になる。
19歳でスウェーデンに飛び直接、氏に弟子入りを志願するものの、あっさりと断られてしまう。
その後、日本とスウェーデンを行き来しながら氏に弟子入りを志願し続ける。
2014年12月、晴れて念願であったレナート・グリーン公認の唯一の弟子となる。
2017年3月にはハリウッドを拠点とするAcademy of Magical Arts （通称マジックキャッスル）メンバーを取得。
2019年3月にはオーディション番組「アジアズ・ゴット・タレント」に出演。セミファイナルまで勝ち進む。
2019年5月頃より六本木の魔法ダイニグバーOSMANDにて定期出演をしている。
現在はOSMANDでのマジックショーを主体に、ロイヤルファミリーなど、VIPのパーティーやプライベートショーで活躍している。
また、2021年4月放送のフジテレビバイキングMOREでは「世界が注目するマジシャンランキング」1位に選出された。

## 主な著作
- 2017年2月 Shin Lim プロデュース「A Study on Lennart Green」
- 2017年9月 Dan&Dave プロデュース「B&T Bundle」
- 2017年11月 SuperHumanz プロデュース「Takumi Takahashi teaches Card Magic」
- 2019年2月 OSMAND プロデュース「練達」DVD
- 2020年12月 OSMAND プロデュース「Top Shot」高橋匠写真集&DVD
- 2021年3月 OSMAND プロデュース「札龍 - The Road To Card Dragon」Lecture DVD

## 主な受賞歴
- 2017年11月 中国のマジシャン対決番組「超凡魔術師: The Amazing Magicians」エピソード8 優勝[1]
- 2020年2月 日本奇術協会「ホープ賞」受賞
- 2020年4月 JAPAN CUP 「ベスト・クロースアップ・マジシャン」受賞
- 2021年4月 MAGIC ACADEMY AWARD 2020 「Magician of the Year」受賞
- 2021年11月 INTERNATIONAL MAGICAL AWARD 「INTERNATIONAL ONLINE TOP 10 OUTSTANDING

MAGICIAN STAR AWARD」受賞

## 主な出演
- 2017年11月 オズマンド主催「レナートグリーンレクチャー」
- 2018年1月 「Tokyo Magic Carnival in 原宿: サプライズ企画」
- 2018年3月 「Taiwan 808 Convention」
- 2018年6月 「OSMAND ULTRA MAGIC FES. 2018」[2]
- 2018年10月 アルゼンチン 「Henry Evans Academy」 ショー&レクチャー
- 2018年12月 イタリア 「The Green Day」
- 2019年7月 ラ・カンパネラ 「The Five Specialists」
- 2021年5月 台湾 「OMG 2nd」
- 2020年2月 イギリス 「Blackpool Magic Convention」
- 2020年12月「OSMAND ULTRA MAGIC FES. 2020 in TOKYO COMIC CON 2020」
- 2022年9月 「OSMAND ULTRA MAGIC FES. 2022」
- 2022年9月 「2022 テンヨーマジックフェスティバル」
- 2024年2月 国内全国ツアー「OSMAND JAPAN TOUR 2024」
- 2024年12月 TOKYO COMIC CON 2024

## メディア出演
- 2017年11月 中国のマジシャン対決番組「超凡魔術師: The Amazing Magicians」エピソード8
- 2018年3月 BS朝日 「次世代マジシャン神業列伝6」[3]
- 2019年1月 スターフライヤー航空 機内番組出演
- 2019年2月 テレビ番組 「Asia’s got Talent」
- 2019年3月 テレビ番組 「Asia’s got Talent」 セミファイナル
- 2019年3月 TBS「1番だけが知っている」
- 2019年4月 TBS「1番だけが知っている」
- 2019年7月 日本テレビ「ダウンタウンDX」
- 2019年9月 BS朝日 「4KカメラVS天才マジシャン」[4]
- 2019年9月 BSフジ「テリー伊藤の今夜も傾奇流」
- 2019年11月 日本テレビ「スッキリ」
- 2020年1月 コロンビア テレビ番組 「El Festival Internacional del Humor」
- 2020年1月 BS朝日「次世代マジシャン神業列伝8」[3]
- 2020年8月 NHK「超絶神業!マジックバトル夏の陣」[5]
- 2021年2月 テレビ朝日「世界フシギ動画祭り」[6]
- 2021年3月 テレビ朝日「世界ウルトラ動画PARK」[7]
- 2021年4月 フジテレビ「ノンストップ!」
- 2021年4月 フジテレビ「バイキングMORE」
- 2021年9月 TBS「あさチャン!」
- 2022年9月 FM Yokohama 84.7 「ハートフルラジオ 虫の知らせ」
- 2022年12月 日本テレビ「スッキリ」
- 2023年1月 日本テレビ「スッキリ」
- 2023年2月 日本テレビ「スッキリ」
- 2023年4月 日本テレビ「スッキリ」
- 2023年4月 日本テレビ「スッキリ」
- 2024年3月 テレビ朝日 「出川一茂ホラン☆フシギの会」
- 2024年9月 TBS 「王様のブランチ」
- 2025年2月 日本テレビ 「3people 1minute」
- 2025年6月 TBS 「カバン持ちさせてください!」